# الصحراء الغربية (مصر)
الصحراء الغربية في مصر هي منطقة من الصحراء التي تقع غرب نهر النيل، حتى الحدود الليبية، وإلى الجنوب من البحر الأبيض المتوسط حتى الحدود مع السودان. تمت تسميتها بالمقابلة مع الصحراء الشرقية التي تمتد من شرق نهر النيل إلى البحر الأحمر. الصحراء الغربية في معظمها صحراء صخرية باستثناء منطقة بحر الرمال الأعظم الواقع في الغرب قرب الحدود الليبية.
تغطي الصحراء مساحة 262,800 ميل مربع (680,650 كيلومتر مربع) وهي ثلثي مساحة البلاد. ويعد أعلى ارتفاع لها هو 3.300 قدم (1000 م) على هضبة الجلف الكبير إلى أقصى الجنوب الغربي من البلاد، على الحدود المصرية السودانية الليبية. منطقة الصحراء الغربية قاحلة وغير مأهولة بالسكان باستثناء سلسلة من الواحات التي تمتد في قوس من واحة سيوة، في الشمال الغربي، إلى الواحات الخارجة في الجنوب. وقد كانت الصحراء الغربية مسرحا للصراعات في العصر الحديث، ولا سيما خلال الحرب العالمية الثانية.

## الاسم
تعرف الصحراء الغربية أيضًا باسم «الصحراء الليبية» واتخذت اسمها من ليبيا القديمة التي تقع بين النيل وإمارة برقة. أصبح مصطلح «الصحراء الغربية» يصف ذلك الجزء من الصحراء في مصر مع تأسيس دولة ليبيا الحديثة.
وصفت «بلاي فير» الصحراء الغربية عام 1940 على أنها مساحة واسعة بعرض 240 ميلاً (أي من النيل إلى الحدود الليبية) وطول 150 ميلاً (أي من البحر الأبيض المتوسط إلى خط العرض لواحة سيوة) في سمى المنطقة الجنوبية من الصحراء باسم الصحراء الداخلية. أطلق مصطلح الصحراء الغربية في الحرب العالمية الثانية على كل المناطق التي وقت بها الحروب والتي تتعدى الحدود بين مصر وليبيا إلى عين غزالة وبرقة وحتى العقيلة.
يشير الاستخدام الحديث للمصطلح إلى كافة المناطق الصحراوية الواقعة ضمن حدود مصر غرب نهر النيل.

## التاريخ

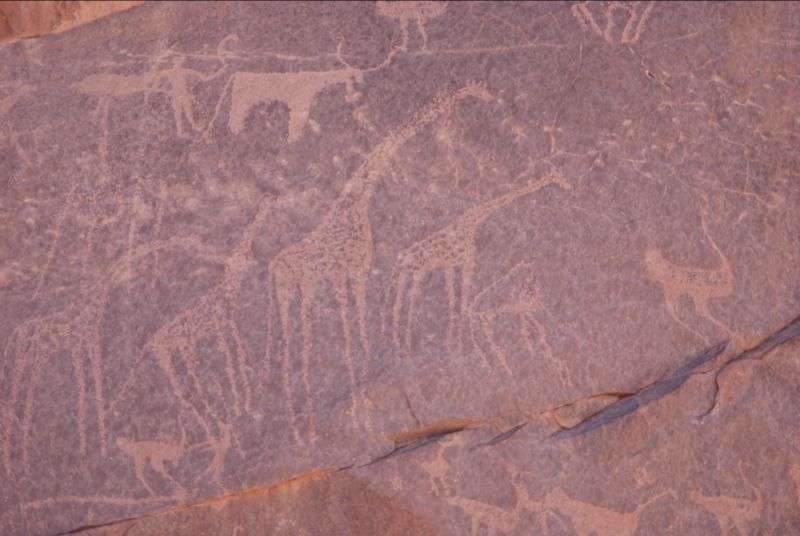
منقوشات على الصخور في الجلف الكبير

يُعتقد أن الصحراء الغربية كانت عبارة عن أرض معشبة شبه قاحلة في أزمنة ما قبل التاريخ، وكانت موطنا للحيوانات وحشائش السافانا والصيادين وجامعي الثمار. يمكن العثور على أدلة وفيرة على الحياة البرية والمياه السطحية في لوحات الكهوف في الجلف الكبير. اقتصر السكن بعد ذلك على الواحات ويدل على ذلك القطع الأثرية التي تعود إلى ما قبل الممالك المصرية الأولى.

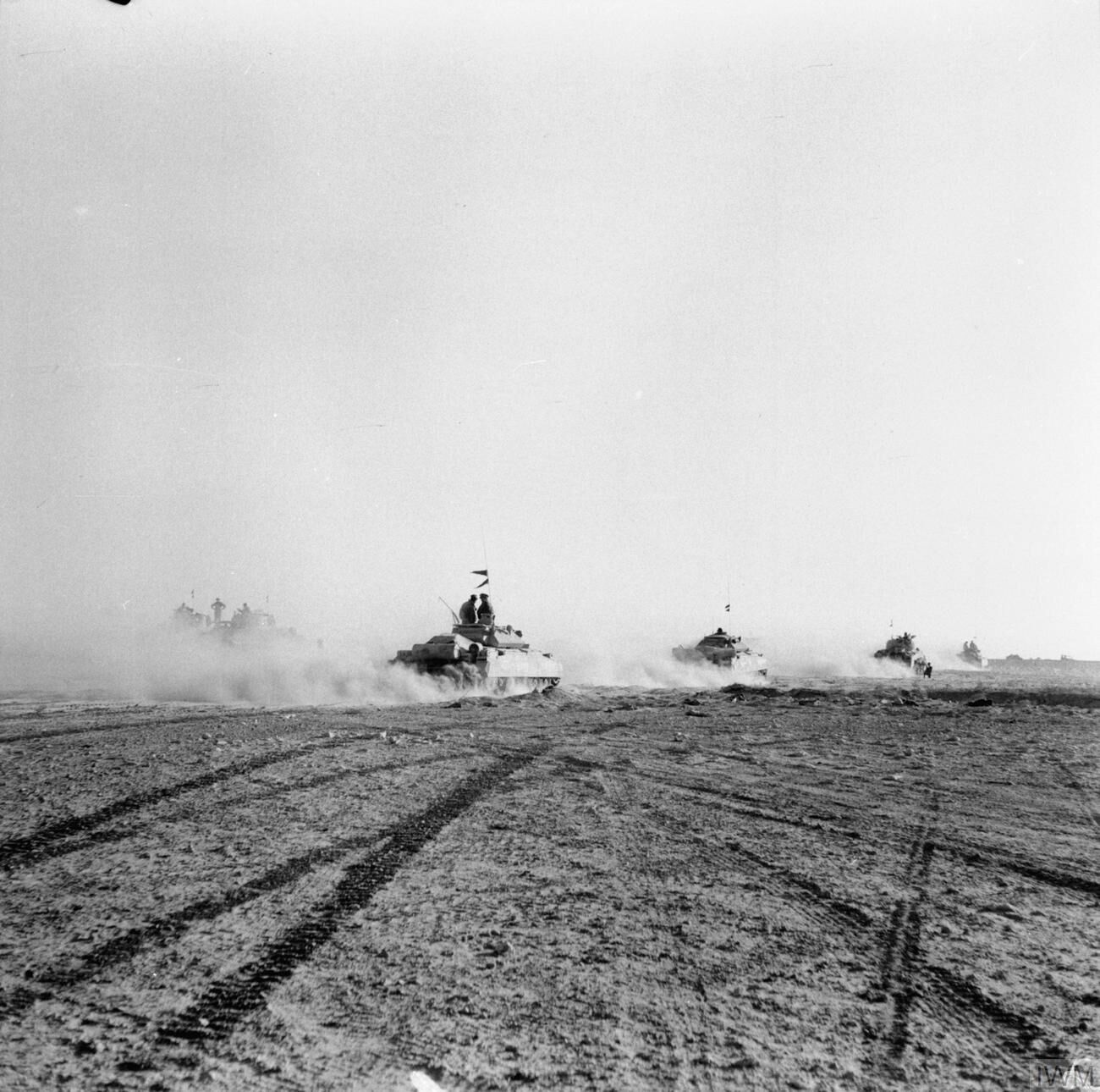
مشاركة الدبابات خلال حملة الصحراء الغربية.

كانت المنطقة تخضع لمملكة مصر، ويمكن رؤية الآثار المصرية في جميع الواحات. اختفى جيش الملك الفارسي قمبيز الثاني في الصحراء في عام 525 قبل الميلاد أثناء بحثه عن معبد آمون في سيوة. زار الإسكندر الأكبر معبد آمون في عام 333 م ونُصب ابنًا لآمون. مع ضم مصر إلى الإمبراطورية الرومانية قُسمت المنطقة الصحراوية إلى مقاطعتي ليبيا السفلى وليبيا العليا. ثم خلفهم المسلمون والفاطميون والمماليك والعثمانيون والبريطانيون.
كانت الصحراء الغربية ساحة للصراع في القرن العشرين. كانت موقع حملة السنوسي في الحرب العالمية الأولى. شهدت الثلاثينات من القرن الماضي طفرة في عمليات الاستكشاف ورسم الخرائط على يد ضباط في الجيش البريطاني، مثل رالف باينولد وبات كلايتون مما أرسى أساسًا لعمليات حربية من قبل قوات مثل مجموعة لونغ رانج ديزرت. تميزت هذه الفترة أيضًا بالبحث عن «واحة زرزورا» وهي واحة أسطورية في الصحراء العميقة. كانت في الحرب العالمية الثانية من يونيو 1940 حتى نوفمبر 1942 موقعا لحملة الصحراء الغربية التي اندلعت بين قوى المحور (إيطاليا وألمانيا) والحلفاء الغربيين (بشكل رئيسي بريطانيا، والكومونولث، أي ما مجموعه 15 دولة) حتى انتصر الحلفاء في نوفمبر 1942.

## الجغرافيا

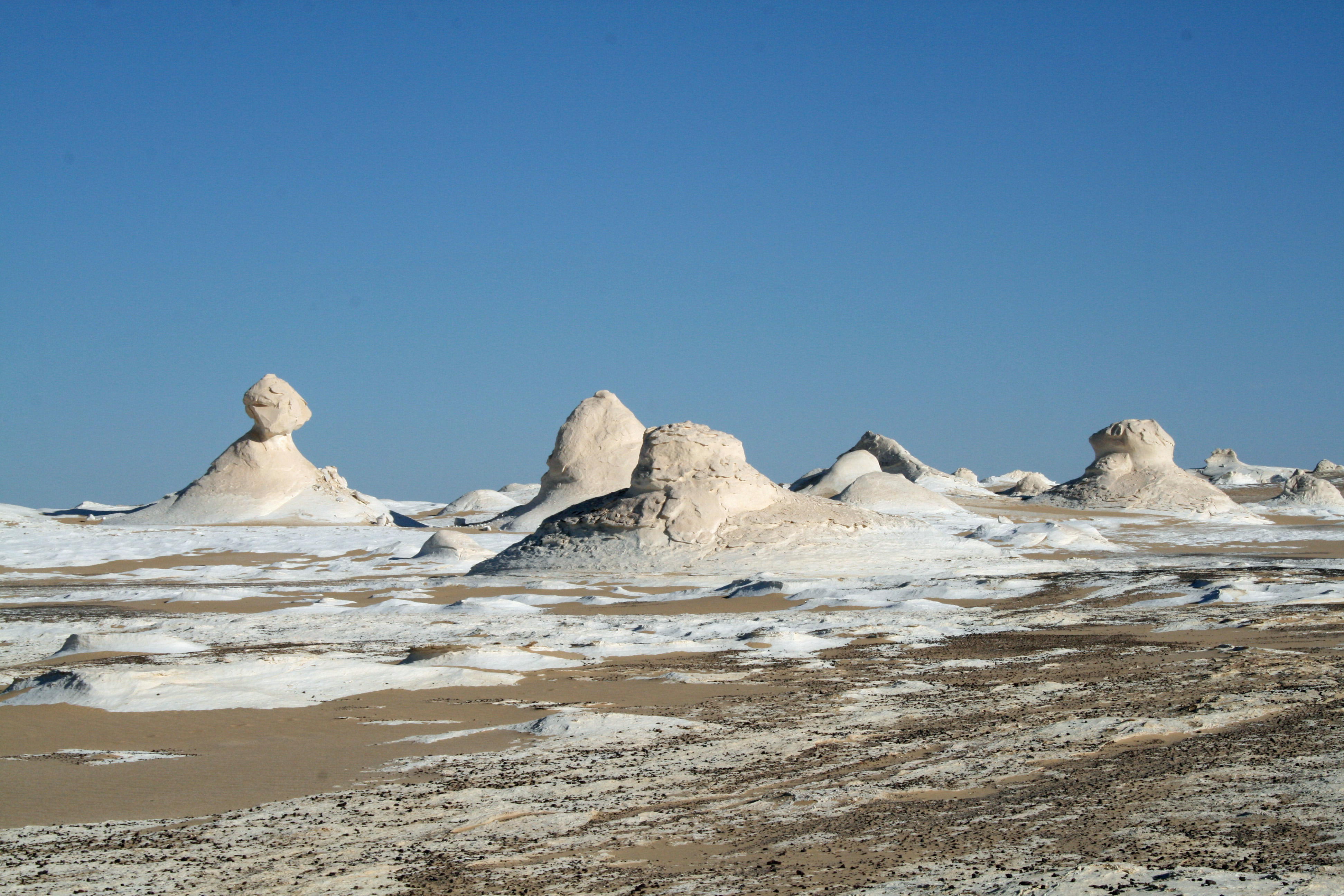
تشكيلات الصخور في الصحراء البيضاء

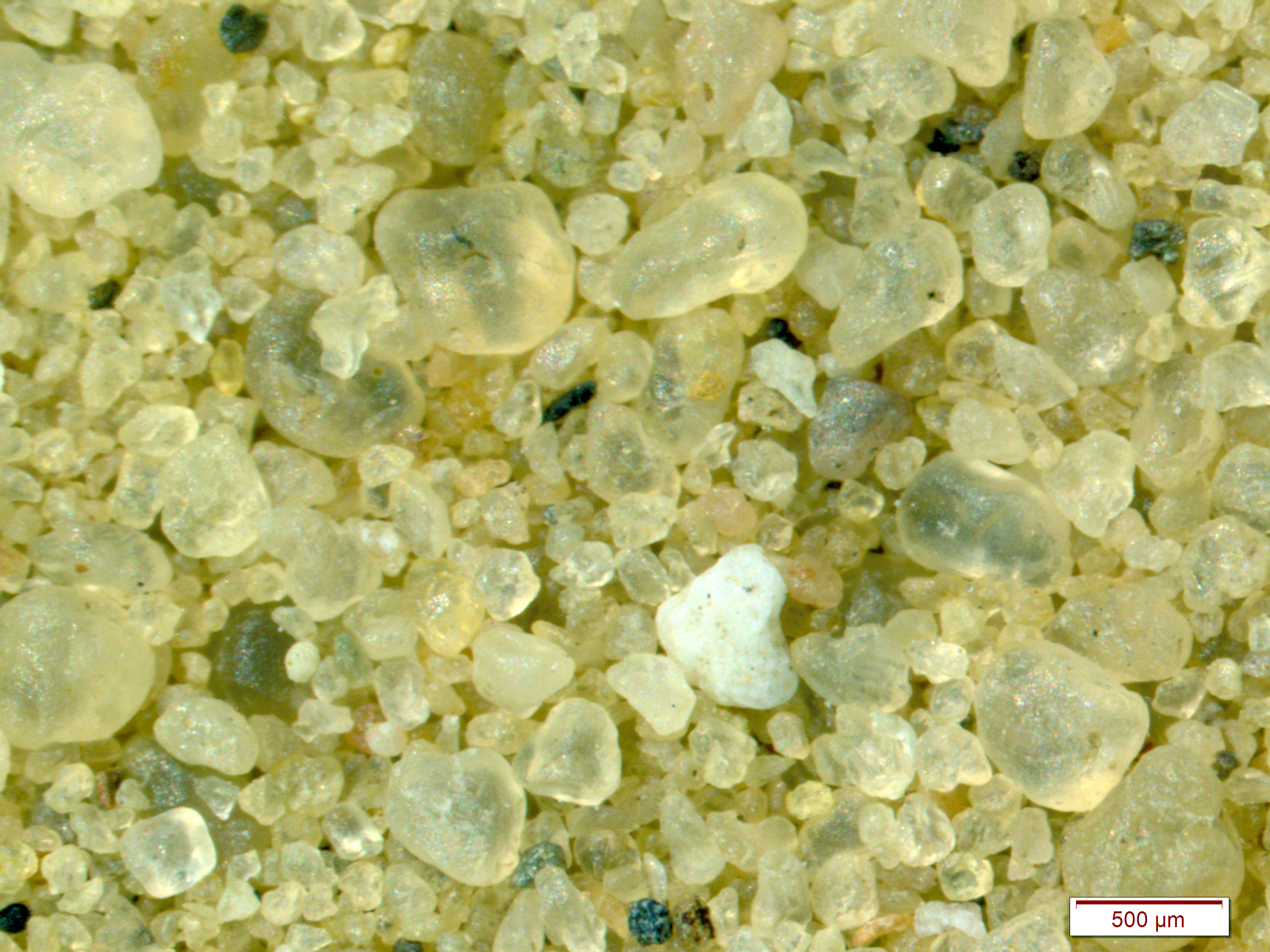
رمال غنية بالكوارتز من الصحراء الغربية بالقرب من سقارة، مصر.

تنحدر أراضي الصحراء الغربية من الجنوب إلى الشمال ويوجد بها العديد من المنخفضات الكبيرة والصغيرة وثلاث كبيرة هي الجنوبية والوسطى والشمالية. يصف أحد الكتاب المنطقة بأنها «هضبة تبلغ في المتوسط حوالي 500 قدم فوق مستوى سطح البحر، قاحلة، ممتلئة بالصخور والحصى المتناثر، بنية داكنة اللون، وأحيانًا ممزوجة بالأشجار المنخفضة، ومن أول نظرة، تراها مسطحة». 
تبدأ الهضبة الجنوبية من الحدود مع السودان حتى منخفضي الخارجة والداخلة ويجد في وسطها كثبان رملية وعدد قليل من الأودية الجافة. تليها الهضبة الوسطى التي تمتد حتى منخفضات النطرون والقطارة وسيوة، ويتوسطها منخفضات الريان والبحرية والفرافرة. وأخيرا الهضبة الشمالية التي تمتد حتى ساحل البحر الأبيض المتوسط. أحد العناصر الأخرى المميزة في الصحراء هو بحر الرمال الأعظم الواقع شرق الصحراء ويغطي 150 ألف كيلومتر مربع أي 36% من مساحتها.
تتميز المنخفضات السابق بوجود آبار التدفق الذاتي لذا تنتشر فيها القرى والواحات أولها واحة سيوة في الشمال الغربي بالقرب من الحدود الليبية إلى الواحات البحرية والفرافرة والداخلة والخارجة وباريس في الجنوب. شرق سيوة يوجد منخفض القطارة الممتد على مسافة 190 ميلاً من الغرب إلى الشرق و 84 ميلاً من الشمال إلى الجنوب.
تقع الصحراء السوداء جنوب الواحات البحرية وهي منطقة من التلال البركانية السوداء وترسيبات صخور الديلوريت. وتقع محمية الصحراء البيضاء شمال الفرافرة وهي منطقة من تكوينات الصخور الطباشيرية التي شكلتها الرياح. وجنوب الخارجة ترتفع هضبة الجلف الكبير الواقعة على حافة مصر والسودان وفيها نقوشات مما قبل التاريخ. وفي تلك المنطقة أيضًا توجد منطقة من الزجاج الصحراوي يُعتقد أنها تشكلت من خلال ضربة نيزك.
أمطار الصحراء قليلة تبلغ 120 مليمتر في السلوم في أقصى الشمال وتنخفض إلى 1 مليمتر في واحتي الداخلة والخارجة في الوسط. ويقع أسفلها خزان الحجر الرملي النوبي الذي يقدر مخزونه بقرابة 40 مليار م3 وغيره من الخزانات الصغيرة الواقعة على ساحل البحر الأبيض المتوسط.

## التنمية
لطالما كانت الصحراء الغربية أحد محاور التنمية في مصر في استراتيجيات التنمية الزراعية في مصر بداء من مشروعي مديرية التحرير للاستصلاح الزراعي في أقصى شمال شرق الصحراء بالقرب من فرع رشيد وواحة الخارجة في عام 1958. توسعت هذه المبادرات حتى وصلت إلى مشروعي توشكى والدلتا الجديدة في الشمال المعتمدين على مياه النيل والمياه الجوفية. مشاريع شرق العوينات في الجنوب وسنابل سونو وغرب المنيا المعتمدة على المياه الجوفية.
لم تسلم هذه المشاريع من التحديات فقد انتهى بعضها بالفشل مثل مشروع واحة الخارجة بعد نضوب الآبار فيه. أما بقية المشاريع فقد واجهت انتقادات حادة بسبب اعتمادها الكبير على المياه الجوفية غير المتجددة مما أثار مخاوف بيئية حول استدامة هذه الموارد، ومن ناحية أخرى أن بعضها استفاد منها كبار رجال الأعمال في القطاع الخاص أكثر من المجتمع. أثار هذا الأمر نقاشًا حول جدوى التوسع الأفقي في استصلاح الأراضي مقارنة بالتركيز على تطوير التصنيع الزراعي وزيادة القيمة المضافة للمنتجات الزراعية.
تزامنت مشاريع استصلاح الأراضي هذه مع إنشاء مجتمعات عمرانية جديدة مثل قرى مركز بدر بمحافظة البحيرة، وتأسيس مدن الجيل الأول من المجتمعات العمرانية مدن السادات و6 أكتوبر وبرج العرب الجديدة وصاحب بناء هذه المدن عملية استصلاح للأراضي غير أنها تميزت عن قرى مركز بدر بالتركيز على الوظيفة الخدمية والصناعية أكثر من الزراعية. وبني في صحراء غرب النيل أيضًا مدينتين من مدن الجيل الثاني هما النوبارية الجديدة والشيخ زايد، ومن الجيل الثالث أسوان الجديدة وسوهاج الجديدة.
التوسع الأكبر كان في مدن الجيل الرابع فتبنى حاليًا مدن وناصر الجديدة وغرب قنا وحدائق أكتوبر و6 أكتوبر الجديدة والعلمين الجديدة والفشن الجديدة وملوي الجديدة وسفنكس الجديدة. يلحظ مما سبق أن أغلب العمران كان على أطراف الصحراء الشمالية والشرقية إذ اقتصرت المشاريع العمرانية في الصحراء نفسها على مشروع واحة الخارجة الفاشل وبعض القرى الصغير في واحة الفرافرة.

## ثبت المراجع
عربية
- شعير، صلاح (2022). النهوض الاقتصادي وتنمية المدن المصرية الجديدة. وكالة الصحافة العربية.

إنجليزية
- Firestone, Matthew (2010). Egypt (بالإنجليزية). Lonely Planet. ISBN:978-1-74179-314-7.
- Pitt، Barrie (1980). The Crucible of war: Western Desert 1941. Jonathan Cape.
- Playfair: War in the Mediterranean vol I (1956) HMSO ISBN (none)
- Sattin (2nd ed 2012). Discover Egypt. Lonely Planet. {{استشهاد بكتاب}}: تحقق من التاريخ في: |تاريخ= (مساعدة)
- Thompson، Folkard (2011) [2001]. Egypt Dorling Kindersley.